# Diadegma crassum
Diadegma crassum is een insect dat behoort tot de orde vliesvleugeligen (Hymenoptera) en de familie van de gewone sluipwespen (Ichneumonidae). De wetenschappelijke naam van de soort werd voor het eerst geldig gepubliceerd door Bridgman in 1889. Deze sluipwesp is een parasitoïde van larven van ooglapmotten uit het geslacht Bucculatrix, waaronder Bucculatrix cidarella en Bucculatrix demaryella.